# 常正国
常正国（1964年10月—），男，汉族，甘肃会宁人，中华人民共和国政治人物，现任退役军人事务部副部长，曾任甘肃省人民政府副省长。

## 生平
常正国为会宁县新庄乡人，早年在西北师范学院（西北师范大学）就读，期间1987年1月加入中国共产党，1987年7月毕业于西北师范大学政治系政治教育专业，随后参加工作，成为甘肃省计划学校的教师，后转入甘肃省计划委员会（甘肃省发展和改革委员会）任职，期间亦在西北师范大学就读在职研究生。